# Scott (Arkansas)
Scott – jednostka osadnicza w Stanach Zjednoczonych, w stanie Arkansas, w hrabstwie Lonoke.